# العرجة الشرقية
العرجة الشرقية (وتُعرف أيضًا باسم عرجة الجوالة أو العرجة الكبيرة) قرية سورية تقع في محافظة الحسكة، وتتبع إداريًا لناحية اليعربية في منطقة المالكية. بلغ عدد سكانها 1,235 نسمة حسب التعداد العام للسكان لعام 2004 م، تبعد 30 كلم جنوب غرب بلدة اليعربية .تأسست القرية عام 1942، وتُعدّ موطنًا لقبيلة الجوالة الطائية.وتُعدّ مركزًا تجاريًا نشطًا، حيث ان سوقها يُقدّم مختلف أنواع السلع والخدمات لسكان القرى المجاورة. يعتمد سكان القرية بشكل أساسي على الزراعة وتربية الأغنام، بالإضافة إلى التجارة والعمل في القطاع الحكومي.يوجد فيها تل العرجة الأثري الذي لم يخضع للتنقيب ويمر من شرقها وادي خنيزير، فيها مسجد ومدرسة ابتدائية ومدرسة إعدادية.